# Lockney
Lockney é uma cidade  localizada no estado norte-americano de Texas, no Condado de Floyd.

## Demografia
Segundo o censo norte-americano de 2000, a sua população era de 2056 habitantes.
Em 2006, foi estimada uma população de 1831, um decréscimo de 225 (-10.9%).

## Geografia
De acordo com o United States Census Bureau tem uma área de
4,0 km², dos quais 4,0 km² cobertos por terra e 0,0 km² cobertos por água. Lockney localiza-se a aproximadamente 999 m acima do nível do mar.

## Localidades na vizinhança
O diagrama seguinte representa as localidades num raio de 36 km ao redor de Lockney.